# St. Marien (Stiepel)

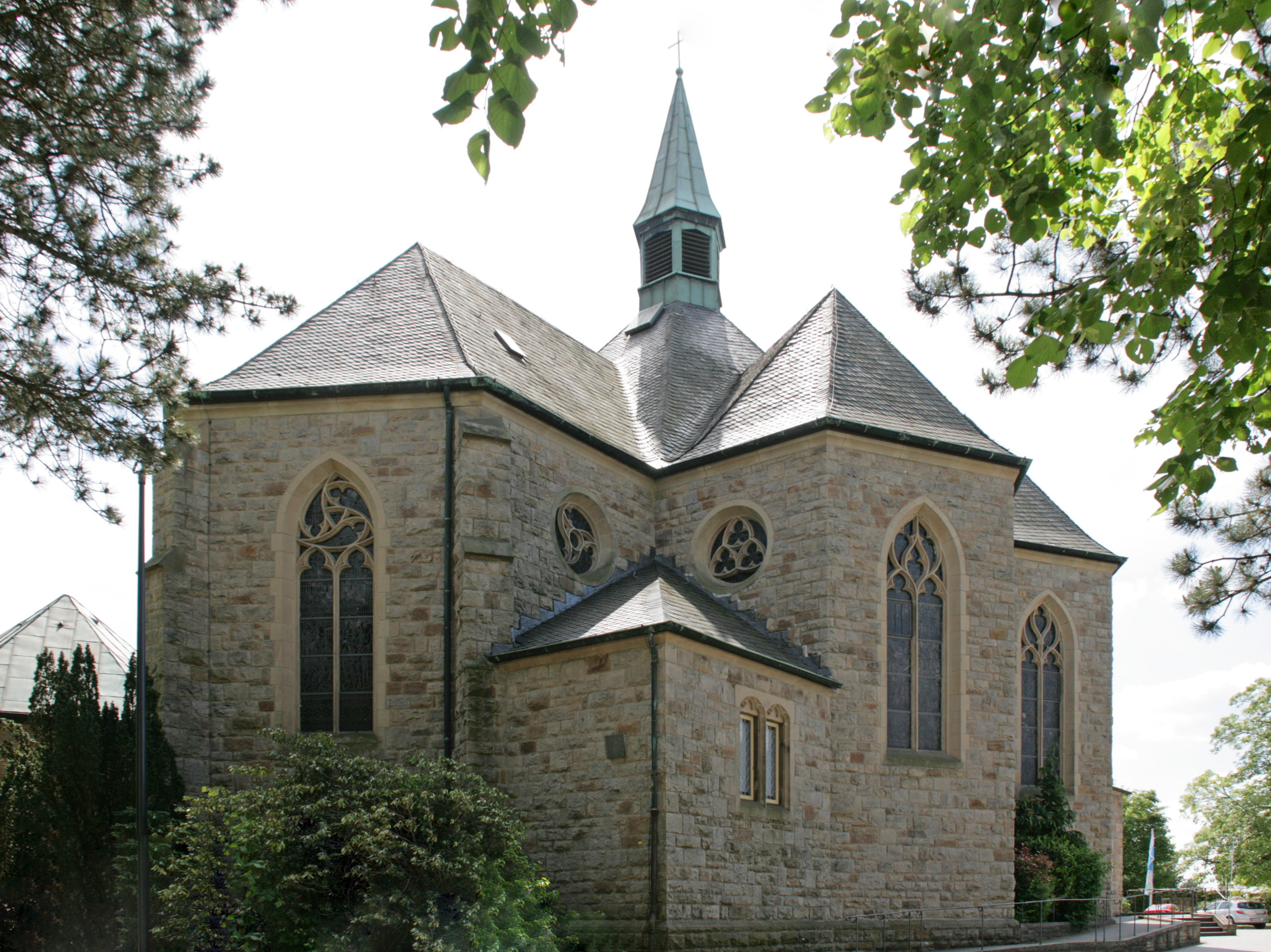
Die Klosterkirche St. Marien, Bochum-Stiepel

Die Kirche St. Marien ist eine römisch-katholische Kirche in Bochum-Stiepel. Sie wurde 1914–1915 als Filialkirche der Mutterpfarrei Blankenstein gebaut, wurde ab 1920 Wallfahrtskirche für die Marienwallfahrt in Stiepel, wurde 1955 Pfarrkirche der neu gegründeten Pfarrei B. M. V. Matris Dolorosae (St. Marien. Zur Schmerzhaften Mutter) und ist seit 1988 auch Klosterkirche des Zisterzienserklosters Stiepel.

## Geschichte
Nachdem die Dorfkirche Stiepel 1596 evangelisch geworden war, lebten in Stiepel zwei Jahrhunderte lang nur vereinzelt Katholiken. Erst die ab 1835 anwachsende Industrialisierung, die viele Fremdarbeiter und ihre Familien anzog, ließ auch die Zahl der Katholiken steigen, die damals zur 1842 selbständig gewordenen Pfarrei Blankenstein (Erzbistum Paderborn) gehörten. 1872 gab es in Stiepel ca. 400 Katholiken, die zum Gottesdienstbesuch entweder mit der Fähre die Ruhr überqueren oder sich nach Wiemelhausen orientieren mussten.

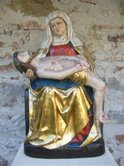
Das Stiepeler Gnadenbild

1902 feierte der Blankensteiner Pfarrer Johannes Wächter (1856–1939, ab 1910 in Kirchborchen) in einem Tanzsaal die erste Messe seit der Reformation. Darüber hinaus war durch die Publikation des evangelischen Pfarrers Heinrich Ostheide (1840–1882) zur Geschichte der Dorfkirche auch die Tradition der Marienwallfahrt Stiepel wieder ins Bewusstsein gerückt, deren Wiederbelebung Wächter vorschwebte. Anlässlich der 900-Jahr-Feier der Dorfkirchengründung 1908 erinnerte er in der Bistumszeitung an das 1820 verschwundene Gnadenbild der Wallfahrt, was zur Wiederauffindung bei dem Sterkrader Rektor Bernhard Mering (1866–1944, ab 1909 Pfarrer, ab 1913 Pfarrer in Ahlen) führte. Das Bild war über den Bürgermeister von Blankenstein an Heinrich Johann Giese (1792–1862), Kirchenrektor von Lütgendortmund und Sammler, geraten, der es vor seinem Tod seinem Bruder in Polsum übergab. Dort stand es bis 1901 und wurde dann Mering übergeben, der in Buer geboren war und das Bild als Nachbar schon kannte und oft besuchte. Mering, damals Kaplan in Duisburg, wurde 1907 Rektor in Sterkrade. Am 2. September 1908 konnte Wächter das Gnadenbild in seine Kirche holen, wo er es 1910 seinem Nachfolger Johannes Preker (* 1873) hinterließ, der bereits in seiner Gemeinde Niedersprockhövel einen Kirchenbau initiiert hatte und nun auch die Idee eines Kirchenbaus in Stiepel verfolgte.
Dazu gewann er den Priester Walter Scharlewski, der im November 1911 von Welver nach Stiepel wechselte und in wenigen Jahren durch seine Predigten so viel Spendengelder sammelte, dass am 10. Mai 1914 der Grundstein gelegt und am 14. November 1915 die Kirche eingeweiht werden konnte. Sie war nach Plänen des Architekten Franz Mündelein im neugotischen Stil ohne Kirchturm, aber mit Dachreiter, errichtet worden und hatte das Patrozinium „Mariae Himmelfahrt“.
Nach Vollendung des Kirchenbaus war die Zeit für die Überführung des Gnadenbildes wenig günstig. Dazu kam es erst in der Fronleichnamsoktav 1920 unter dem Vikar Albert Fritsch (1915–1922). Seinem Nachfolger, Vikar Philipp Fricke (vom 1. Mai 1922 bis 22. Dezember 1924), einem Eichsfelder, gelang es, seine wallfahrtsgewohnten Landsleute zu mobilisieren. Die Heranführung der Straßenbahn von Bochum her (1926), die Eingemeindung Stiepels in die Großstadt (1929) und der Ausbau des Wallfahrtsortes durch Anlage eines Kreuzwegs führten am 25. Oktober 1930 zur bischöflichen Anerkennung als Wallfahrtskirche zur Verehrung der Schmerzhaften Mutter und am 13. Februar 1932 zur Gewährung eines vollkommenen Ablasses für die Prozessionsteilnahme.
Einen weiteren Entwicklungsschub gab es ab 1953 durch die Unterstützung des damaligen Paderborner Weihbischofs Franz Hengsbach, der 1957 Bischof des neu gegründeten Bistums Essen wurde. Im marianischen Jahr 1954 versammelte die Dekanatswallfahrt mit Hengsbach 12.000 Pilger. Daraufhin erreichte der Vikar Josef Busche die Erhebung zur selbständigen Pfarrei am 1. Januar 1955, ein Status, der bis heute anhält. Die „Pfarrei B. M. V. Matris Dolorosae“ (im Dekanat Bochum und Wattenscheid) ist im Bistum die kleinste Pfarrei und die einzige, die nur über eine Kirche verfügt.
Von 1968 bis 1988 war die Pfarrei in der Hand der Hiltruper Missionare. Mit Errichtung des Zisterzienserklosters Stiepel 1988 übernahm jeweils einer der Mönche das Pfarramt, ein weiterer die Kaplanstelle und ein dritter fungierte als Wallfahrtsrektor.

## Ausstattung
- Das Gewölbe wurde 1985 von Egon Stratmann ausgemalt. Der Künstler beschrieb selbst die Konzeption als „wolkenähnlich, marianisch blau“ und als „große Marienblume“
- Altar- und Chorraum wurden 2006–2007 nach Plänen des Künstlermönchs Pater Raphael Statt umgestaltet.
- Altar, Tabernakel und Kerzenleuchter (1967–1968) von Arnold Morkramer
- Altarkreuz aus dem 16. Jahrhundert
- Ambo von Pater Raphael Statt
- Das Gnadenbild im Typus der ruhig-repräsentativen Pietà, Ziel der Marienwallfahrt Stiepel, restauriert (2006) durch Isabella Mayr, Bobingen
- Stele des Gnadenbildes (1974) von Arnold Morkramer (mit Mariengebet durch Maximilian Heim)
- Skulptur des hl. Bonifatius (1975) von Arnold Morkramer
- Taufbrunnen mit Taufbrunnenkuppel (1985) von Alfred Essler (1929–2013)
- Christus-Ikone (2002) von Gisela Lange († 2014)
- Reliquie des heiligen Heribert von Köln und des heiligen Heinrich
- Kreuzweg (1994) von Karlheinz Urban (1915–1994)
- Kirchenfenster: Turiner Grabtuch und Volto Santo Manoppello im Chorraum von Pater Raphael Statt. Eichsfelder-Wallfahrt-Fenster, Maria-Himmelfahrtfenster, Kreuzigungsszenefenster und Gräfin-Imma-Fenster (1953) von Walter Klocke. Rosenfenster von Egon Stratmann.
- Mariä Verkündigung, Hauptportal (1976) von Alfred Essler
- Flucht nach Ägypten, Seitenportal (1980) von Alfred Essler

## Orgel

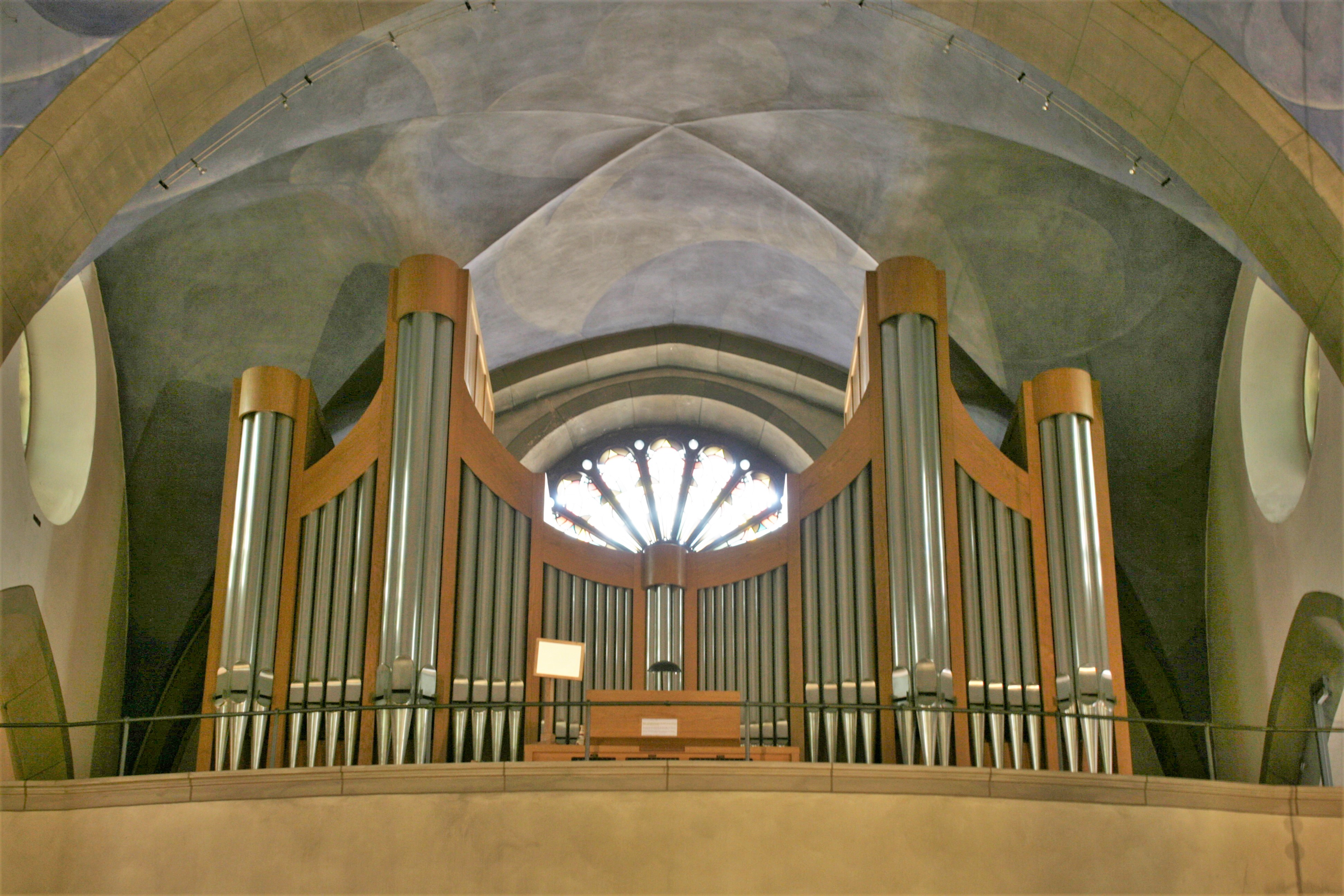
Prospekt der Seifert-Orgel von St. Marien

Die Orgel wurde 1996 von Orgelbau Romanus Seifert & Sohn (Kevelaer) erbaut. Das Instrument hat 28 Register auf zwei Manualen und Pedal, mit insgesamt 1788 Pfeifen (164 aus Holz und 1624 aus Zinn).
| I Hauptwerk C–g3 |       |
| Bordun           | 16′   |
| Prinzipal        | 8′    |
| Rohrflöte        | 8′    |
| Oktave           | 4′    |
| Gemshorn         | 4′    |
| Quinte           | 2 ⁄3′ |
| Oktave           | 2′    |
| Mixtur IV        | 1 ⁄3′ |
| Trompete         | 8′    |

| II Schwellwerk C–g3         |        |
| Gedackt                     | 16′    |
| Holzprinzipal               | 8′     |
| Salicional                  | 8′     |
| Schwebung (ab c0)           | 8′     |
| Prinzipal                   | 4′     |
| Flute harm. (ab c1 überbl.) | 4′     |
| Nasard                      | 2 ⁄3′  |
| Blockflöte                  | 2′     |
| Terz                        | 1 3⁄5′ |
| Fourniture IV               | 2′     |
| Basson                      | 16′    |
| Oboe                        | 8′     |

| Pedal C–f1  |     |
| Subbass     | 16′ |
| Oktavbass   | 8′  |
| Gedacktbass | 8′  |
| Choralbass  | 4′  |
| Fagott      | 16′ |
| Trompete    | 8′  |
| Clarine     | 4′  |

- Koppeln: II/I, I/P, II/P

## Vikare und Pfarrer
- 1911–1914: Walter Scharlewski (1875–1965, wurde 1914 als Militärseelsorger eingezogen, war später Pastor von Iseringhausen)
- 1915–1922: Albert Fritsch (1863–1942), dann Arnsberg[1]
- 1922–1924: Philipp Fricke (Eichsfelder, Kriegsoffizier)
- 1925–1929: Karl Schilling (vorher Holsterhausen, nachher Altenbochum)
- 1929–1953: Johannes Plitt (1873–1958, blieb bis zu seinem Tod am Ort)
- 1952–1963: Josef Busche (ab 1955 Pfarrer, 1962–1981 in St. Johann Baptist in Plettenberg-Eiringhausen, dann Ruhestand in Meinerzhagen, † 1996)
- 1962–1963: Walter Josef Romahn (Pfarrverweser)
- 1963–1968: Walter Beißel (Pfarrverweser, † 2012).
- 1968–1987: Pater Walter Kromer MSC (* 1934)
  - 1968–1973: Pater Fritz Biermann MSC (* 1936)
  - 1968–1976: Pater Hubert Reifenhäuser MSC (* 1933)
  - 1974–1988: Pater Edmund Strauch MSC (1938–2021, 1988–2007 in Hattingen-Bredenscheid)
- 1988–1991: Pater Beda Zilch OCist
  - 1988–1996:  Pater Maximilian Heim OCist (Kaplan, dann viele)
- 1991–2016: Pater Andreas Wüller OCist
- seit 2016: Pater Elias Blaschek OCist (* 1977)